# Неперевершений (фільм)
«Неперевершений» (англ. Gorgeous) — гонконгський фільм, з Джекі Чаном у головній ролі. Фільм вийшов на екрани у 1999 році. Це перший фільм-мелодрама з Джекі Чаном.

## Сюжет
Абсолютно неймовірна зустріч меланхолійного гонконзького бізнесмена Чана і романтичної дівчини з Острова Дельфінів, що зробила запаморочливу подорож, причиною якої була записка з зізнанням в коханні, знайдена в пляшці, не могла не привести до непередбачуваних наслідків. Вони не примусили себе чекати, і статечний Чан вимушений багато разів забруднити свій сліпучий білосніжний костюм в боях місцевого значення з партнерами по бізнесу. 

## В ролях
- Джекі Чан - Чан
- Шу Кюі - Бу
- Тоні Ленг - Альберт
- Еміл Чау - Хоуві Ло
- Річі Рен - Лонг Ї
- Кен Ло- тілоохоронець Хоуві
- Сан Санг Янг - батько Бу
- Бред Алан - Алан

## Касові збори
За весь пробіг у кінотеатрах Гонконгу, фільм «Неперевершений» зібрав 40 545 889 гонконських доларів.